# عبد الجبار العش
عبد الجبار العش (مواليد 27 يونيو 1960 في صفاقس، تونس) هو كاتب تونسي، وهو عضو هيئة جمعية الدراسات الأدبية بمدينة صفاقس.

## مسيرته
درس العش في معهد ترشيح المعلمين اختصاص التربية البدنية. يعمل معلمًا للتربية البدنية. ترجمت روايته «محاكمة كلب» إلى الفرنسية.

## مؤلفاته
- «جلنار» (شعر)، 1998[4]
- «وقائع المدينة الغريبة» (رواية)، 2000[5]
- «أفريقستان» (رواية)، 2002[6]
- «محاكمة كلب» (رواية)، 2008[7]

## جوائز وتكريمات
- جائزة الكومار الذهبي، عن رواية «وقائع المدينة الغريبة»، 2001[8][9][10][11]